# Superior provincial
Um superior provincial ou simplesmente provincial é um superior de nível hierárquico mais alto numa instituição religiosa e que age sob o comando do superior geral da instituição, supervisionando todos os membros numa divisão territorial da ordem chamada de "província" - similar, mas diferente das províncias eclesiásticas que formam uma igreja particular ou diocese sob a direção de um bispo metropolitano. A divisão de uma instituição religiosa em províncias é geralmente feita em linhas geográficas e pode consistir de um ou mais países ou ainda regiões de países. Pode haver, porém, uma ou mais uma ou mais casas (mosteiros, conventos etc.) de uma província situadas no território físico de outra, pois a jurisdição sobre cada um dos religiosos é pessoal e não territorial. O título do cargo é geralmente abreviado apenas como provincial.
Entre frades e freiras terceiras dos agostinianos, carmelitas e dominicanos, o título prior provincial ou prioresa provincial é utilizado geralmente. Os frades menores, por outro lado, usam o título ministro provincial, reforçando sua ênfase em viver como irmãos.

## História
As antigas ordens não tinham superiores provinciais; mesmo quando os mosteiros se uniam para formar congregações, o arquiabade de cada uma assumia a posição de superior geral cujos poderes eram limitados a casos específicos, quase como os de um arcebispo metropolitano sobre as dioceses de seus sufragâneos. Os superiores apareceram nas instituições mais recentes, que começaram com as ordens mendicantes. A Santa Sé hesitou por um longo tempo antes de permitir a divisão de congregações de votos simples, especialmente as femininas, em províncias diferentes como instituição geral; algumas congregações não faziam nada disso.
O superior provincial é geralmente eleito pelo capítulo provincial, sujeito à confirmação do superior geral ou pelo capítulo geral, dependendo do regulamento de cada grupo (na Sociedade de Jesus, ele é nomeado diretamente pelo padre geral). Os "Regulamentos" (Normae) de 18 de junho de 1901 investem a nomeação do provincial no capítulo geral. O superior é eleito geralmente para um mandato de três a seis anos geralmente. Em ordens que contam com clérigos, ele é um prelado e tem o status de ordinário com jurisdição quasi-episcopal. Em instituições, masculinas ou femininas, ele ou ela pode nomear os confessores, convocar o capítulo provincial, presidir as deliberações e  é responsável pelas visitas às casas da província em nome do superior geral e também por reportar a ele sobre todos os religiosos membros e propriedades da ordem; a autoridade sobre as várias casas e superiores locais difere nas diferentes ordens. Ele ou ela, tem, em muitos casos, o direito de nomear cargos de menor importância. Para instituições masculinas, no final do seu mandato, o provincial está obrigado, de acordo com a constituição chamada "Nuper", de Inocêncio XII (23 de dezembro de 1697), a provar que cumpriu com todos os preceitos do decreto sobre as missas; se fracassar, ele perde o direito de ser eleito e de votar no capítulo geral.

## Política
Um caso único foi a região oriental do Paraguai, onde as autoridades coloniais espanholas permitiram que os missionários jesuítas criassem dois regimes paralelos, um católico puro e outro, baseado em condições humanitárias, de tribos guaranis, inadvertidamente tornando o superior provincial o governador da primeira reserva indígena autônoma do mundo, conhecida como Missões Jesuíticas (Reducciones). A situação perdurou até 1667, dez anos depois de uma revolta guarani contra o crescente abuso das autoridades locais: o território perdeu seu status e foi repartido entre o Vice-Reino do Rio da Prata (parte do Reino da Espanha) e a Colônia do Brasil (parte do Reino de Portugal).

## Superiores provinciais notáveis
- Jesuítas
  - Brasil: São José de Anchieta
  - Brasil: Manuel da Nóbrega
  - Filipinas: James T. G. Hayes
  - Argentina: Jorge Mario Bergoglio, o Papa Francisco
- Dominicanos
  - Alemanha: Alberto Magno